# 黑麋鹿峰
黑麋鹿峰（英語：Black Elk Peak），正式名称为哈尼峰（英語：Harney Peak），是美国南达科他州的自然地形最高点。它位于黑麋鹿荒原区，位于彭寧頓縣以内，处在黑山国家森林之中。山峰位于拉什莫尔山西南方向3.7英里（6.0）处，海拔7,242英尺（2,207），是美國地名委員會认定的美国洛磯山脈以东的最高顶峰。